# 22547 Kimberscott
22547 Kimberscott è un asteroide della fascia principale. Scoperto nel 1998, presenta un'orbita caratterizzata da un semiasse maggiore pari a 2,6818732 UA e da un'eccentricità di 0,0568993, inclinata di 5,40763° rispetto all'eclittica.